# گاتهام (مجموعه تلویزیونی)

کاستوم برخی از شخصیّت‌های سریال گاتهام در موزه بتمن. به ترتیب (از راست به چپ)، کاستوم شخصیت بتمن / جیم گوردون / سلینا کایل / پنگوئن / ریدلر / مترسک / فایرفلای

 گاتهام (به انگلیسی: Gotham) یک مجموعهٔ تلویزیونی ساخت کشور آمریکا در گونهٔ درام، اکشن، جنایی و تولید شده توسط برونو هلر است، که از شبکه رسانه‌ای فاکس در تاریخ ۲۲ سپتامبر ۲۰۱۴ پخش شد. این مجموعهٔ تلویزیونی دارای پنج فصل (فصل اول، فصل دوم، فصل سوم، فصل چهارم، فصل پنجم) می‌باشد که هرکدام دارای ۲۲ قسمت ۴۵ دقیقه‌ای است؛ ولی فصل پنجم تنها شامل ۱۲ قسمت می‌باشد.
پس از پایان فصل چهارم، قرار بود بخاطر مشکلاتی، این سریال در فصل چهارم به پایان برسد؛ امّا سرانجام ساخت فصل پنجم (به عنوان فصل پایانی) از سوی فاکس در تاریخ سیزدهم ماه می ۲۰۱۸، تأیید شد.

## بازیگران و نقش‌ها
- بنجامین مک‌کنزی در نقش جیمز گوردون - در سپتامبر ۲۰۱۳ اعلام شد شبکه رسانه‌ای فاکس تصمیم به ساخت مجموعه تلویزیونی پیرامون زندگی جیمز گوردون (در ابتدای ورودش به دپارتمان پلیس گاتهام) گرفته‌است. بعدها اعلام شد بروس وین (که در آینده به بتمن تبدیل می‌شود) و تعدادی از دشمنان او (پیش از تبدیل‌شدن به شخصیت‌های ابرشروری که می‌شناسیم)، در این مجموعه حضور پیدا خواهند کرد.[۱] در فوریه ۲۰۱۴، فاکس اعلام کرد که بنجامین مک‌کنزی که با نام بن مک‌کنزی شناخته می‌شود، نقش اصلی این سریال را برعهده خواهد گرفت.[۲] وقتی در یک مصاحبه از نظر او دربارهٔ شخصیت جیمز گوردون پرسش شد، پاسخ داد: «او شخصیّتی حقیقتاً راستگو و آخرین فرد درستکار، در شهری پر از افراد بدذات است. او شخصیّتی ضدقهرمان نیست، بلکه قهرمانی حقیقی است.»[۳] نکته جالبی دیگر اینکه بن مکنزی، در انیمیشن بتمن: سال اول به‌عنوان صدا پیشه بتمن، حضور داشت!
- دانل لوگ در نقش هاروی بولاک - همکار و بهترین دوست جیم گوردون در اداره پلیس (GCPD)
- دیوید مازوز در نقش بروس وین / شوالیه تاریکی - در طول مجموعه همواره شاهد چگونگی شکل‌گیری شخصیّت بتمن و تغییر بروس وین جوان هستیم، حضور بتمن در اپیزود پایانی سریال اتفاق میفتد. مازوز دربارهٔ این که بتمن سریال برایش چه ویژگی دارد، می‌گوید: «شما هیچ وقت کشف نمی‌کنید که چه اتّفاقی قرار است برای بروس وین بیفتد یا حتّی مراحل گذران اندوهش را نمی‌بینید؛ این‌که چطور خشمی که دارد، باعث می‌شود دست به کارهایی بزند که در نهایت او را تبدیل به بتمن می‌کند. در این برهه از زندگی‌اش که در فصل‌های اوّل سریال به تصویر کشیده می‌شود، او عصبانی، زخم‌خورده، ترسیده و تنها است؛ دنبال هر معنایی که شده برای مرگ والدینش می‌گردد.» دیوید مازوز در جمله‌ای از کریستین بیل به‌عنوان الگوی خود برای ایفای نقش بتمن در این سریال نام برد. در نظر سنجی پیج اینستاگرام Comicconradio، دیوید مازوز در رقابت با بازیگرانی همچون کریستین بیل، بن افلک و... از سوی طرفداران به عنوان بهترین بروس وین تاریخ تمامی لایو-اکشنهای بتمن انتخاب شد.
- جادا پینکت اسمیت در نقش فیش مونی - یکی از روئسای باند جرم و جنایت در فصل اوّل سریال که در اوایل فصل ۱ می‌میرد؛ ولی با فناوری هوگو استرنج زنده و دارای قدرت‌های جدیدی همچون وادار کردن انسان‌ها به انجام هر کاری می‌شود؛ امّا درنهایت در فصل سوم، توسط جیم گوردون (که به ویروس تچ آلوده شده بود) به قتل می‌رسد. این شخصیت در دنیای کمیک بوکی حضور نداشته و مختص به دنیای سریال گاتهام است.
- مورنا باکارین در نقش لزلی تامپکینز /پزشک اداره پلیس گاتهام و معشوقهٔ جیم گوردون و همچنین مدت کوتاهی ملکه نروز بود و در اواخر فصل پنجم با جیم گوردون ازدواج کرد
- رابین لرد تیلور در نقش آزوالد کابلپات / پنگوئن - ازوالد کابلپات که در اوایل نوچهٔ فیش مونی بود ولی بعدها جزو روسای اصلی باند مافیا شد. او زمانی با همکاری ادوارد نیگما/ریدلر شهر دار گاتهام هم شد. رابین لرد تیلور بازیگر نقش پنگوئن، برای نشان دادن طرز راه رفتن پنگوئن، از حقه ای قدیمی استفاده می‌کرد. او بطری در یکی از کفش‌های خود قرار می‌داد و این کار آنقدر دردناک بود که باعث می‌شد نحوه راه رفتن او عوض شود.
- کوری مایکل اسمیت در نقش ادوارد نیگما / ریدلر - ادوارد نیگما که عاشق معماست و اوایل سریال در اداره پلیس کار می‌کرد ولی پس از دیوانه شدن و کشتن معشوقه اش توسط خودش و ماجرای‌های دیگر از جمله دوختن پاپوش برای جیمز گردون به آرکهام منتقل شد و بعدها به یکی از بزرگ‌ترین دشمن‌های بتمن تبدیل شد.
- شان پرتوی در نقش آلفرد پنی‌ورث - بعد از مرگ والدین بروس وین مسئولیت نگهداری از بروس به دوش او است و خود را خدمتکار بروس می‌داند و همیشه به او کمک می‌کند.
- ارین ریچاردز در نقش باربارا کین - اولین معشوقه جیمز گوردون، که در طول سریال دچار فراز و نشیب‌های بسیاری می‌شود.
- جسیکا لوکاس در نقش تبیثا گالاوان / تایگراس-خواهر تئو گالاوان و معشوقهٔ بوچ در قسمت اول فصل پنجم توسط پنگوئن با ضربات چاقو کشته شد.
- کمرن بیکوندووا در نقش سلینا کایل / زن گربه ای (البته در قسمت دوازدهم، فصل آخر به دلیل این که ده سال بعد و بزرگسالی شخصیت‌ها را نشان می‌داد، کمرن بیکوندووا از این نقش کناره‌گیری کرد و لیلی سیمونز نقش کتوومن را در قسمت آخر سریال ایفا کرد)، کمرن بیکوندووا دربارهٔ کاراکترش گفته: «اصلی‌ترین کلمه ای که برای توصیف سلینا می‌توانم به کار ببرم این است که او یک بازمانده و نجات یافته‌است. شیطان و بدجنس است و گاهی اوقات بازی با او چالش زیادی برای طرف مقابلش ایجاد می‌کند. برای این که در حقیقت او احساسات زیادی درون خودش دارد اما آن‌ها را مخفی می‌کند. من متوجه شدم که او فقط یک دزد خیابانی نیست. درواقع او یک دختر معمولی است.»
- درو پاول در نقش بوچ گیلزین / سالومون گراندی -او در ابتدا برای پنگوئن کار می‌کرد ولی بعدها به یکی از روسای شهر گاتهام تبدیل شد و همچنین معشوقهٔ تابیثا گالاوان یکبار توسط باربارا کین با شلیک گلوله کشته شد ولی به دلیل افتادن در مواد شیمیایی ایندین هیل تبدیل به سالامون گرندی شد و با کمک تابیثا توسط هوگو استرنج درمان شد ولی در قسمت آخر فصل چهارم توسط پنگوئن کشته شد.
- جان دومن در نقش کارماین فالکون - سردسته باندی بزرگ در شهر گاتهام در اواسط فصل چهارم توسط افراد دخترش صوفیا فالکون کشته شد
- کریستال رید در نقش سوفیا فالکون - دختر کارماین فالکون
- دیوید زایاس در نقش سالوادور مارونی - سردسته باندی تبهکار در گاتهام و رقیب فالکون که در «فصل اول» در قسمت آخر توسط فیش مونی با اصابت گلوله به سرش کشته شد.
- آنتونی کاریگان در نقش ویکتور زز قاتلی ماهر و حرفه ای که ابتدا برای کارمین فالکون کار می‌کرد اما پس از رفتن کارماین فالکون از شهر گاتهام برای پنگوئن کار کرد.
- ناتان دارو در نقش ویکتور فرایز / آقای فریز
- کامرون مانهن در نقش جروم والسکا و همچنین جرمایا والسکا (جوکر). کامرون مانهن در نقش جوکر بسیار خوب ظاهر شد و تحسین بسیاری از بزرگان سینما همچون مارک همیل (که زمانی صدا پیشگی شخصیت جوکر در سری بازی آرکهام و سریال کارتونی بتمن را برعهده داشت) برانگیخت. مانهن با شخصیت جروم یکی شده بود و به زیبایی توانسته بود حس دیوانگی و بی رحمی جوکر را به طرفداران القا کند. مارک همیل دربارهٔ او می‌گوید: «مانهن؟ او یک جوکر فوق‌العاده است!». در ابتدا تصور می‌شد شخصیت جروم، جوکر سریال باشد، هرچند پس از تکذیب این موضوع توسط عوامل سریال، طرفداران بخاطر شباهت جروم به شخصیت جوکر این صحبت را چندان جدی نگرفتند ولی پس از معرفی جرمایا (برادر جروم که برای پنهان ماندن از او نام مستعار «زندر وایلد» را برای خود انتخاب کرده بود)، این موضوع اثبات شد و جرمایا به عنوان شخصیت اصلی جوکر معرفی شد. در حقیقت اجازه استفاده از نام جوکر بخاطر تولید فیلم جوکر ۲۰۱۹، به گاتهام داده نشد. حتی تولیدکنندگان سریال از استفاده موی سبز رنگ جوکر نیز منع شدند، به همین خاطر جوکر در فصل آخر سریال گاتهام با ظاهری متفاوت حضور پیدا می‌کند و در عین حال با تمامی محدودیت‌ها، کامرون منهن در ایفای نقش جوکر درخشید.
- فرنچسکا روت دادسون در نقش اکو. او دستیار، نماینده و دوست دختر جرمایا والسکا بود. همچنین شباهتی به هارلی کویین نیز داشت. اکو در قسمت آخر فصل پنجم توسط باربارا کین زخمی و به دست جرمایا والسکا کشته شد.
- کلر فولی ، مگی گییا و پیتون لیست در نقش آیوی پپر / پویزن آیوی در این فیلم شاهد چگونگی تبدیل شدن آیوی کوچک به پویزن آیوی هستیم. وی در حال فرار با افتادن در مایعی شیمیایی در یک شب ۱۰ سال به‌طور نا خواسته و اتفاقی بزرگ شد.
- بندیکت ساموئل در نقش جرویس تچ / مد هتر
- بی‌دی وانگ در نقش پروفسور هوگو استرنج
- الکساندر صدیق در نقش راس‌الغول (سر شیطان) رهبر لیگ قاتلین و بنیانگذار انجمن جغدها یک بار توسط بروس وین کشته شد ولی توسط انجمن دوباره زنده شد ولی در نهایت در آخر فصل چهارم توسط باربارا کین و بروس وین کشته شد.
- مایکل کروریس در نقش پروفسور پیگ /لازلو ولنتاین -او در ابتدا یک افسر پلیس اداره گاتهام بود ولی بعد از شروع فساد در گاتهام و بازگشت صوفیا فالکونی به گاتهام تبدیل به پروفسور پیگ شد و شروع به کشتن افراد فاسد در اداره پلیس کرد و توسط صوفیا فالکون در عمارت فالکون کشته شد.
- کریس چاک در نقش لوشس فاکس - در کتب دی‌سی کامیکس (منبع اقتباس داستان) فاکس لباس بتمن را طراحی کرده، در واقع او مسئول تکنولوژی‌هایی است که بروس وین زیر نقاب بتمن استفاده می‌کند؛ همچنین او را پشتیبانی می‌کند.
- کریستوفر هیردال در نقش جک گرابر/ الکتروکیوشنر
- چارلی تاهان در نقش جاناتان کرین / مترسک
- نیکولاس دی آگوستو در نفش هاروی دنت
- جیمز فرین در نقش تئو گالاوارن / عزرائیل یکبار توسط پنگوئن و جیمز گردون کشته شد اما توسط دکتر استرنج زنده شد و به عزرائیل تبدیل شد. سپس بار دیگر توسط پنگوئن در امارت وین‌ها با rpg7 نابود شد. وی در مقطعی شهردار گاتهام نیز بود.
- مایکل چیکلیس در نقش ناتانائیل بارنز/ انتقامگر/او رئیس پلیس شهر گاتهام بود ولی در اثر برخورد با خون آلیس تچ به ویروس تچ آلوده شد و تبدیل به انتقام گر شد.
- میشل ونتیمیلا در نقش بریجیت پایک / فایرفلای
- اندرو سلون در نقش آقای پن / ونترلیکوییست - خدمتکار و مشاور پنگوئن که در فصل پنجم تبدیل به صورت زخمی شد و توسط ادوارد نیگما با شلیک گلوله کشته شد.
- سارا پیگون در نقش جین دود / فالس فیس
- کولم فوئر در نقش دکتر فرانسیس دالماچر / عروسک ساز
- شین وست در نقش ادواردو / بین - شخصیت بین در این مجموعه نسبت به کمیک‌های دی‌سی و اقتباس شوالیه تاریکی برمی‌خیزد دستخوش تغییراتی شده‌است، ادواردو که در ارتش هم‌خدمت گوردون بوده برای مأموریت به گاتهام فرستاده می‌شود و دچار اختلافاتی با گوردون می‌شود و اتفاقی توسط جیمز گوردون کشته شد ولی توسط نیسا الغول و با فناوری هوگو استرنج زنده شد و تبدیل به بین شد.

## نویسندگی برونو هلر
هلر در ابتدا شک داشت که سریالی دربارهٔ ابرقهرمان‌ها بنویسد. به وب سایت دیجیتال اسپای گفته بود: «من واقعاً نمی‌دانم چطور دربارهٔ آدم‌هایی با قدرت‌های ویژه بنویسم.» حتی بعدتر به «اینترتینمنت وکیلی» گفت: «فکر نمی‌کنم بتمن و قصه‌هایش در مدیوم تلویزیون جواب بدهند. صادقانه همه آن داستانهای ابرقهرمانی که من تا امروز دیده‌ام تا جایی برایم جذاب بوده‌اند که آدم‌ها در لباس بتمن یا سوپرمن یا اسپایدرمن فرورفته اند. درست در این زمان که دیگر دست از انسان بودن کشیده‌اند و تبدیل به ابرقهرمان می‌شوند، جذابیت شان برایم از دست می‌رود.»
اما پسر هلر برای نوشتن سریال به دادش می‌رسد و به پدرش پیشنهاد می‌دهد که محوریت سریال را روی کاراکتر کمیسر گوردن قرار بدهد. گوردون، کارآگاه پلیسی است که در کمیک‌های بتمن در ابتدا یکی از مخالفان او به‌شمار می‌رود، اما پس از آگاهی از اهداف بتمن و نیت خیر او، به همدست و حامی او تبدیل می‌شود. شاید بتوان گفت این نوع معرفی متفاوت از شخصیت بتمن، باعث شده گاتهام سریالی خاص و متفاوت جلوه دهد.
فاکس اواخر سال ۲۰۱۳ اعلام کرد که به فرم معمول سریال‌ها قرار نیست یک نسخه پایلوت پخش کند و از سال ۲۰۱۴ فصل اول گاتهام به صورت رسمی پخش خواهدشد.

## خلاصه داستان و فصل‌ها

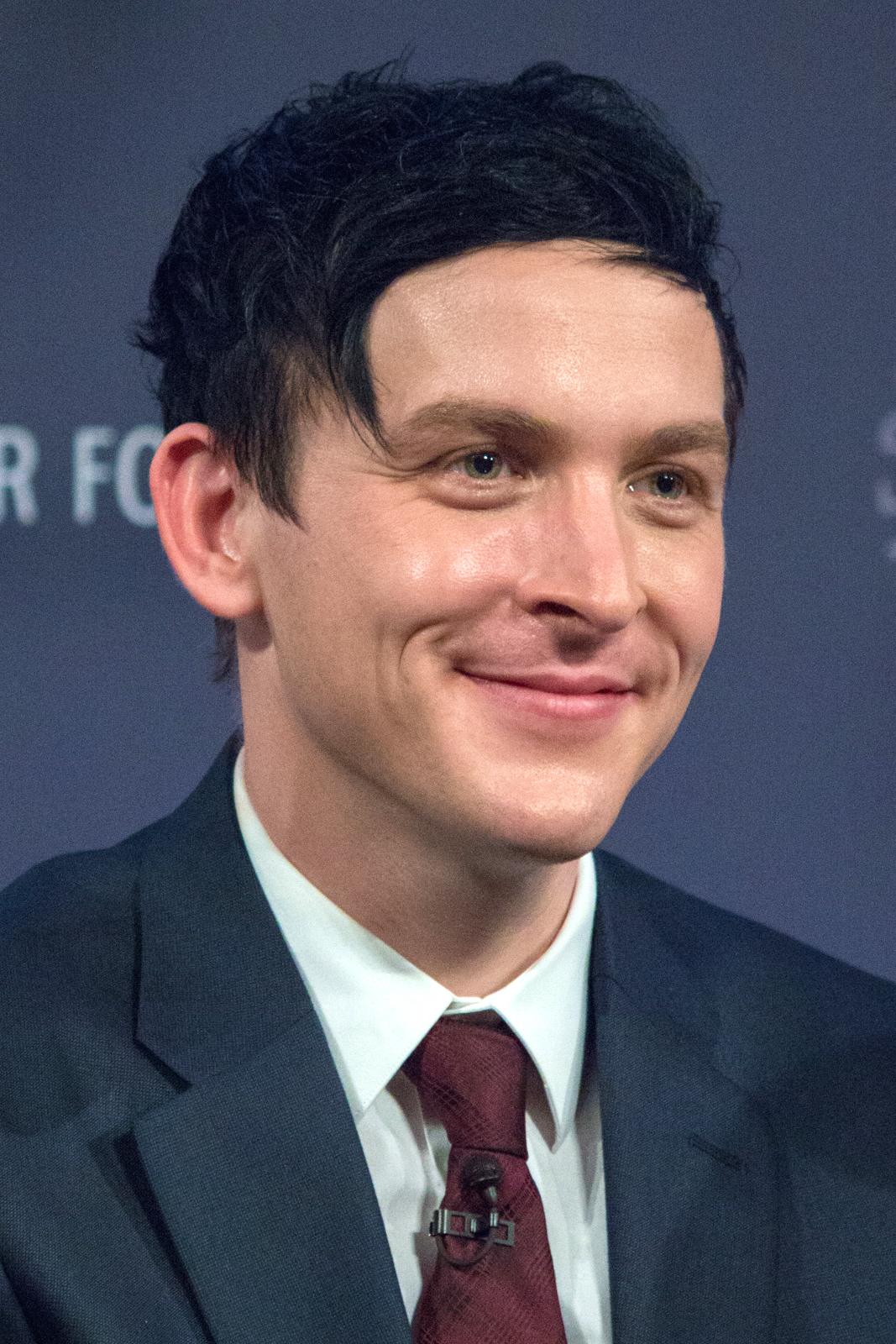
رابین لرد تیلور بازیگر نقش پنگوئن

### فصل ۱
داستان سریال از اولین روزهایی که کارآگاه گوردن به ادارهٔ پلیس شهر گاتهام میپوندد شروع می‌شود و افسر ارشد ادارهٔ پلیس گاتهام یعنی «سارا ایسن» طی اتفاقاتی کارآگاه «جیمز گوردن» و «هاروی بولاک» را استخدام می‌کند. ایسن به گوردن و هاروی دستور می‌دهند تا به یک کوچه در پشت یک سینما در محله فقیر نشین برای پیگیری قتل یک زن و مرد بروند. وقتی به آنجا می‌رسند گوردون با بروس وین کوچک و ترسیده از مرگ پدر و مادرش رو به رو می‌شود و سعی می‌کند او را آرام کند، گوردون به او قول می‌دهد که قاتل پدر و مادرش را پیدا کند و در همین راه درگیر ماجراهایی می‌شود که به مافیاهای شهر مربوط است.
از آن طرف بروس وین خود را با خود آزاری و شکنجه و سختی دادن خود را سرزنش می‌کند، به دلیل اینکه خود را در مرگ والدینش مسئول می‌بیند. وهمهٔ اینها کمک به تبدیل شدن بروس به شوالیه تاریکی (بتمن) می‌کند. بروس در میان این ماجراها وارد رابطه ای احساسی با سلینا کایل (زن گربه ای) می‌شود...

### فصل ۲
فصل دوم توسط پریمرز هیل پروداکشنز، دی سی اینترنیمیت و وارنر برادرز تله‌ویژن تولید شده‌است، و برونو هلر، دنی کنن، جان استفنز و کن وودرف تهیه‌کنندگان اجرایی بودند. در ابتدای این فصل شخصیت بروس را مشاهده می‌کنیم که در حال کار بر روی یک در مخفی است که در زیر عمارت وین قرار دارد و حدس می‌زدند دفتر کار پدرش باشد و اسرار بسیاری در آن وجود داشته باشد، بنابراین دنبال راهی برای ورود به آن اتاق است. در این میان خانواده گالاوان را مشاهده می‌کنیم که پا به شهر گاتهام گذاشته و هدف بزرگی در سر خود دارند...

### فصل ۳
این فصل در اصل بر پایهٔ کمیک‌های بتمن: شوالیه تاریکی بازمی‌گردد و بتمن: جوک کشنده نوشته شده‌است بر اساس هردوی آنها انیمیشن‌هایی (با همین نام‌ها: بتمن: شوالیه تاریکی بازمی‌گردد و بتمن: جوک کشنده) ساخته شده‌است.
تدارکات این فصل از مارس ۲۰۱۶ آغاز گردیدند و تمامی بازیگران فصل دوم بجز چند نفر برای فیلم‌برداری آن آماده شدند. این بازیگران عبارت‌اند از: زابرینا گوئه‌واراس (در نقش سارا اسن)، جیمز فرین (در نقش تیو گالاوان/عزراییل) و نیکولاس دی آگستو (در نقش هاروی دنت). بازیگران جدیدی که در فصل سوم معرفی شدند عبارت‌اند از: بندیک ساموئل (در نقش جرویس تچ) و مگی جیها (بعنوان بازیگر جدید نقش پویزن آی‌وی؛ تا پیش از آن کلر فولی مسئولیت ایفای نقش این شخصیت را داشت).
این فصل در طول سه بخش بر روی آنتن رفت: بخش اول شامل ۱۱ قسمت ابتدایی (از سپتامبر تا نوامبر ۲۰۱۶)، بخش دوم شامل ۳ قسمت بعدی (در ژانویه ۲۰۱۷) و بخش سوم نیز شامل ۸ قسمت پایانی (از آوریل تا ژوئن ۲۰۱۷) بود. همانند فصل قبلی، این فصل نیز دارای دو زیرمجموعه بود. ۱۴ قسمت ابتدایی با نام شهر مجنون و ۸ قسمت دیگر با نام قهرمانان برمی‌خیزند شناخته می‌شوند. این فصل از ۱۹ سپتامبر ۲۰۱۶ آغاز گردید و در تاریخ ۵ ژوئن ۲۰۱۷ با یک پایان ۲ ساعته از شبکه رسانه‌ای فاکس خاتمه یافت. داستان این فصل از این قرار است که فراریان ایندیان هیل آزاد می‌گردند و جیم گوردون سعی می‌کند شخصاً در این باره اقدام کند و بنابراین به‌دنبال یافتن آنها می‌رود و در این حین هوگو استرنج را ملاقات می‌کند. بولاک و بارنز سعی می‌کنند در برابر ابرشروران جدید گاتهام یعنی پنگوئن / آزوالد کابلپات، ریدلر / ادوارد نیگما، جرویس تچ / مد هتر و پویزن آی‌وی بایستند.
بروس وین سعی می‌کند با کمک خدمتکار وفادارش، آلفرد پنی‌ورث دربارهٔ قتل پدر و مادرش، توماس و مارتا وین اطلاعات جدیدتری بیابد که با یک گروه سری به نام «محفل جغدها» آشنا می‌شود؛ گروهی که سال‌هاست به‌صورت سری به ادارهٔ گاتهام سیتی می‌پردازند...

### فصل ۴
از تاریخ ۲۱ سپتامبر ۲۰۱۶ تا ۱۷ مه ۲۰۱۸ در طول ۲۲ قسمت از شبکه رسانه‌ای فاکس بر روی آنتن رفت. شخصیت‌های این سریال اقتباسی از کمیکهای منتشرشده به‌دست شرکت دی‌سی کامیکس می‌باشد و در زیرمجموعهٔ شخصیت‌های فرنچایز بتمن قرار می‌گیرند. تهیه‌کنندگان این فصل، شرکت وارنر برادرز تله‌ویژن و دی‌سی کامیکس هستند. برخلاف فصل قبل که دارای چهار تهیه‌کننده اجرایی داشت، این فصل سه تهیه‌کننده اجرایی دارد و یکی از آنها (کن وودراف) از این سمت کناره‌گیری کرده‌است. تهیه‌کنندگان اجرایی این فصل عبارت‌اند از: برونو هلر، دنی کنون و جان استیونز. این فصل با نام یک شوالیه تاریکی نیز شناخته می‌شود.
از بازیگران کلیدی این فصل می‌توان به بن مک‌کنزی (در نقش جیمز گوردون)، الکساندر صدیق (در نقش راس الغول) و کوری مایکل اسمیت (در نقش ریدلر/ادوارد نیگما) اشاره کرد. کامرون مانهن (در نقش‌های جروم والسکا/جرمایا والسکا/جوکر) نقش مهم‌تری را نسبت به سه فصل پیش بازی می‌کند و به‌خوبی چگونگی به‌وجود آمدن شخصیت جوکر را نشان می‌دهد. این فصل در اصل بر پایهٔ کمیک‌های بتمن: سال اول، بتمن: هالووین طولانی و بتمن: ناکجا آباد نوشته شده‌است. از کتاب مصور بتمن: سال اول انیمیشنی نیز (با همین نام) ساخته شده‌است.
ضبط فصل چهارم در مه ۲۰۱۷ کلید خورد و بازیگران اصلی این سریال، از جمله بن مک‌کنزی، دانل لوگ، دیوید مازوز، مورنا باکرین، شان پرتوی، ارین ریچاردز، کمرن بیکوندووا، کوری مایکل اسمیت، الکساندر صدیق، کریستال رید و جسیکا لوکاس به آن اضافه شدند. فصل چهارم در تاریخ بیست و یکم سپتامبر ۲۰۱۷ در دو بخش آغاز شد. اولین قسمت بخش اول با شروع سریال آغاز و در تاریخ ۱ مارس ۲۰۱۸ پایان یافت. پایان بخش دوم (پایان فصل) نیز در تاریخ ۱۷ مه ۲۰۱۸ صورت گرفت. شبکه رسانه‌ای فاکس مجری پخش این مجموعه بود.

### فصل ۵
پنجمین و آخرین فصل که در اوایل سال ۲۰۱۹ از شبکه رسانه ای فاکس بر روی آنتن رفت.
داستان و ماجراهای پیش آمده در فصل پنجم این سریال، در حقیقت اقتباسی از کمیک No Man's Land و فیلم سینمایی شوالیه تاریکی برمی‌خیزد (The Dark Knight Rises) از سه‌گانه کریستوفر نولان است.
شخصیت‌های این سریال اقتباسی از کمیکهای منتشرشده به‌دست شرکت دی‌سی کامیکس می‌باشد و در زیرمجموعهٔ شخصیت‌های فرنچایز بتمن قرار می‌گیرند. تهیه‌کنندگان این فصل، شرکت وارنر برادرز تله‌ویژن و دی‌سی کامیکس هستند. از بازیگران کلیدی این فصل می‌توان به بن مک کنزی در نقش جیمز گوردون، دانل لوگ در نقش هاروی بولاک، دیوید مازوز در نقش بروس وین، رابین لرد تیلور در نقش آزوالد کابلپات ملقب به پنگوئن و کامرون مانهن در نقش جرمایا ولسکا / جوکر اشاره کرد.
پس از سقوط گاتهام و منفجر شدن پل‌ها در قسمت پایانی فصل۴، حال جیمز گوردون و هاروی بولاک باید به کمک بروس وین، آلفرد پنی ورث و افراد اداره پلیس، به جنگ با نیروهای شورشی رفته و گاتهام را از نابودی نجات دهد. سلینا کایل که باری دیگر توانایی نخایی اش را به دست آورده (با کمک پویزن آیوی) و می‌تواند راه برود، به دنبال جرمایا والسکاست و قصد دارد تا با کمک بروس وین که با وی مخالف است، جرمایا را به قتل برساند. همچنین در اوایل این فصل باربارا کین باردار شده و سر و کله شخصی به نام ادواردو دورانس که یک مأمور ارتشی است، پیدا می‌شود. ادواردو ابتدا برای فردی مرموز به نام واکر (که ظاهراً قصد نجات گاتهام و همکاری با جیمز گوردون را داشت) کار می‌کرد و افراد آموزش دیده‌ای هم همراه با خود داشت؛ ولی خیلی زود واکر از هویت واقعی اش رونمایی کرده و مشخص می‌شود که او در واقع، نیسا الغول دختر راس الغول می‌باشد که به بهانه کمک به گاتهام وارد شهر شده و قصد انتقام از بروس وین و باربارا کین (که مسئول قتل راس هستند) را دارد. شخصیت مهم دیگری مانند دستیار جرمایا ولسکا (اکو)، آقای پِن (دستیار و مدیر برنامه‌های پنگوئن)، ویکتور زز، ادوارد نیگما ملقب به ریدلر و دکتر لزلی تامپکینز هم در این فصل از سریال حضور دارند و نقش‌های مهمی را در طول سریال روایت می‌کنند. تابیتا گالاوان خواهر تئو گالاوان در قسمت ابتدایی این فصل توسط پنگوئن کشته شد. باربارا هم چندین بار تلاش می‌کند تا پنگوئن را به قتل برساند، اما موفق نمی‌شود.
راتن تومیتوز:
سریال در سایت Rottem Tomatos در بخش منتقدین برتر یا Top Critics موفق به کسب ۹۲ درصد امتیاز از ۱۰۰ درصد شده‌است که نمره خوبی تلقی می‌شود. در بخش همه منتقدان سریال موفق به کسب ۷۷ درصد از ۱۰۰ درصد شده‌است. کاربران سایت راتن تومیتوز هم به این سریال از ۱۰۰ درصد امتیاز ۶۷ را داده‌اند. در این سایت امتیازات هر فصل به ترتب بدین صورت می‌باشد:
فصل اول ۷۶ درصد / فصل دوم ۷۴ درصد / فصل سوم ۷۴ درصد / فصل چهارم ۷۷ درصد / فصل پنجم ۸۵ درصد
(گاتهام در راتن تومیتوز)
آی ام دی دبی:
سریال در سایت IMDB از میان ۲۲۵/۶۸۲ (دویست و بیست و پنج هزار و ششصد و هشتاد و دو رأی) رای، موفق به کسب نمره ۷/۸ شده‌است. در این سایت اپیزود ۲۲ فصل چهارم (با نام: شوالیه تاریکی: سرزمین ممنوعه)، با کسب نمره ۹/۲، در میان ۱۰۰ اپیزود سریال بالاترین نمره را دریافت کرده‌است.
(گاتهام در آی ام بی دی)

## متاتریک:
سریال در متاتریک در قسمت Metascore موفق به کسب نمره ۷۰ از ۱۰۰ شده‌است. همچنین کاربران این سایت نمره ۵٫۶ از ۱۰ را به سریال داده‌اند. قسمت دوازدهِ فصل پنجم، با کسب نمره ۸/۲ از سوی کاربران، بالاترین نمره را در میان اپیزودها دریافت کرده‌است.
(گاتهام در متاتریک)
تی وی دات کام:
در سایت TV.COM از بین ۱۱۴۶ رای کاربران سریال موفق به کسب نمره ۷/۳ شده‌است.
(گاتهام در تی وی دات کام بایگانی‌شده  در ۵ اکتبر ۲۰۱۴ توسط Wayback Machine)
گوگل:
۸۱ درصد از کابران گوگل سریال گاتهام را پسندیده‌اند. (همچنین در میان آرای ثبت شده در گوگل از ۵ نمره، این سریال نمره ۴٫۶ را کسب کرده‌است)
(گاتهام در گوگل)

### جوایز[۴]
| ۲۰۱۴ | Critics' Choice Television Awards           | Most Exciting New Series                                                                         | Gotham                                       | Won       |
| ۲۰۱۵ | American Society of Cinematographers        | Episode of a Regular Series                                                                      | Christopher Norr "Spirit of the Goat"        | Nominated |
| ۲۰۱۵ | American Society of Cinematographers        | Television Movie, Miniseries or Pilot                                                            | David Stockton "Pilot"                       | Nominated |
| ۲۰۱۵ | Art Directors Guild                         | One-hour period or fantasy single-camera television series                                       | Doug Kraner "Pilot," "Selina Kyle," "Arkham" | Nominated |
| ۲۰۱۵ | Gracie Awards                               | Outstanding Drama                                                                                | Gotham                                       | Won       |
| ۲۰۱۵ | Motion Picture Sound Editors                | TV Short Form Music Score                                                                        | Ashley Revell "Lovecraft"                    | Nominated |
| ۲۰۱۵ | NAACP Image Awards                          | Outstanding Supporting Actress in a Drama Series                                                 | Jada Pinkett Smith                           | Nominated |
| ۲۰۱۵ | People's Choice Awards                      | Favorite New TV Drama                                                                            | Gotham                                       | Nominated |
| ۲۰۱۵ | People's Choice Awards                      | Favorite Actor In A New TV Series                                                                | Benjamin McKenzie                            | Nominated |
| ۲۰۱۵ | People's Choice Awards                      | Favorite Actress In A New TV Series                                                              | Jada Pinkett Smith                           | Nominated |
| ۲۰۱۵ | Saturn Awards                               | Best Superhero Adaptation Television Series                                                      | Gotham                                       | Nominated |
| ۲۰۱۵ | Saturn Awards                               | Best Performance by a Younger Actor in a Television Series                                       | Camren Bicondova                             | Nominated |
| ۲۰۱۵ | Creative Arts Emmy Awards                   | Outstanding Production Design for a Narrative Contemporary or Fantasy Program (One Hour or More) | Doug Kraner "Pilot"                          | Nominated |
| ۲۰۱۵ | Creative Arts Emmy Awards                   | Outstanding Costumes for a Contemporary Series, Limited Series or Movie                          | Lisa Padovani "Under the Knife"              | Nominated |
| ۲۰۱۵ | Creative Arts Emmy Awards                   | Outstanding Sound Editing for a Series                                                           | George Haddad "All Happy Families Are Alike" | Nominated |
| ۲۰۱۵ | Creative Arts Emmy Awards                   | Outstanding Special Visual Effects in a Supporting Role                                          | Thomas Joseph Mahoney "Lovecraft"            | Nominated |
| ۲۰۱۶ | People's Choice Awards                      | Favorite TV Drama                                                                                | Gotham                                       | Nominated |
| ۲۰۱۶ | Teen Choice Awards                          | Choice TV Show: Drama                                                                            | Gotham                                       | Nominated |
| ۲۰۱۶ | Teen Choice Awards                          | Choice TV Actor: Drama                                                                           | Benjamin McKenzie                            | Nominated |
| ۲۰۱۶ | Teen Choice Awards                          | Choice TV: Villain                                                                               | Cameron Monaghan                             | Nominated |
| ۲۰۱۶ | Creative Arts Emmy Awards                   | Outstanding Cinematography for a Single-Camera Series                                            | Crescenzo Giacomo Notarile "Azrael"          | Nominated |
| ۲۰۱۶ | Creative Arts Emmy Awards                   | Outstanding Sound Editing for a Series                                                           | George Haddad "Azrael"                       | Nominated |
| ۲۰۱۶ | Creative Arts Emmy Awards                   | Outstanding Stunt Coordination for a Drama Series, Limited Series, or Movie                      | Norman Douglass                              | Nominated |
| ۲۰۱۷ | Saturn Awards                               | Best Superhero Adaptation Television Series                                                      | Gotham                                       | Nominated |
| ۲۰۱۷ | Teen Choice Awards                          | Choice TV Action Show                                                                            | Gotham                                       | Nominated |
| ۲۰۱۷ | Teen Choice Awards                          | Choice TV: Villain                                                                               | Cory Michael Smith                           | Nominated |
| ۲۰۱۷ | Creative Arts Emmy Awards                   | Outstanding Sound Editing for a Series                                                           | George Haddad "Destiny Calling"              | Nominated |
| ۲۰۱۷ | Creative Arts Emmy Awards                   | Outstanding Special Visual Effects in a Supporting Role                                          | Thomas Joseph Mahoney "Heavydirtysoul"       | Won       |
| ۲۰۱۷ | Creative Arts Emmy Awards                   | Outstanding Stunt Coordination for a Drama Series, Limited Series, or Movie                      | Norman Douglass                              | Nominated |
| ۲۰۱۸ | Saturn Awards                               | Best Superhero Adaptation Television Series                                                      | Gotham                                       | Nominated |
| ۲۰۱۸ | Saturn Awards                               | Best Performance by a Younger Actor in a Television Series                                       | David Mazouz                                 | Nominated |
| ۲۰۱۸ | Teen Choice Awards                          | Choice Action TV Show                                                                            | Gotham                                       | Nominated |
| ۲۰۱۸ | Teen Choice Awards                          | Choice Action TV Actor                                                                           | David Mazouz                                 | Nominated |
| ۲۰۱۸ | Teen Choice Awards                          | Choice TV Villain                                                                                | Cameron Monaghan                             | Nominated |
| ۲۰۱۹ | Saturn Awards                               | Best Superhero Television Series                                                                 | Gotham                                       | Nominated |
| ۲۰۱۹ | Saturn Awards                               | Best Performance by a Younger Actor in a Television Series                                       | David Mazouz                                 | Nominated |
| ۲۰۱۹ | Teen Choice Awards                          | Choice Action TV Show                                                                            | Gotham                                       | Nominated |
| ۲۰۱۹ | Teen Choice Awards                          | Choice Action TV Actor                                                                           | Ben McKenzie                                 | Nominated |
| ۲۰۱۹ | Teen Choice Awards                          | Choice TV Villain                                                                                | Cameron Monaghan                             | Won       |
| ۲۰۱۹ | American Society of Cinematographers Awards | Regular Series for Commercial Television                                                         | David Stockton (for "Ace Chemicals")         | Nominated |

## واکنش‌ها به سریال
وارنر برادرز تلویژن و دی سی کامیکس تا به حال سریال‌هایی همچون ارو (مراجعه شود به: اروورس)، دووم پاترول ،سوامپ ثینگ، تایتان‌ها و اسمال ویل و کریپتون..... را ساخته‌اند و تجربه بسیار بالایی در خلق سریال‌های ابرقهرمانی دارند.
اما سریال گاتهام سریالی مستقل بوده و با اروورس یا DCEU هیچگونه ارتباط داستانی ندارد.
سایت CBR در مطلبی با ذکر ۱۵ دلیل، گاتهام را بهترین سریال DC comics معرفی می‌کند.
سایت Theodysseyonline نیز گاتهام را بهترین سریال Dc comics می‌داند.
مطلب دیگری که این سریال را در میان باقی سریال‌های هم ردهٔ خود با ارزش تر می‌کند ، انتخاب خوب بازیگر است. گاتهام به خوبی توانسته این مهم را به انجام برساند، تا جایی که برخی از شخصیت‌های آن مانند جیمز گوردون یا پنگوئن و ...، لقب بهترین حضور برای این شخصیت‌ها را در تمامی لایو اکشن‌های بتمن از سوی طرفداران دریافت می‌کنند.
از ابتدای خبر شروع تولید سریال گاتهام عده ای از طرفداران بتمن مشتاق این سریال بوده و عده ای دیگر بر این گمان بودند که اگر سریال گاتهام ظاهری شبیه سریال‌های ساخته شده دی سی در شبکه CW داشته باشد به هیچ عنوان برای شخصیت بتمن و شخصیت‌های کمیک بوکی مربوط به بتمن مناسب نخواهد بود، اما پس از انتشار سریال نقدهای مثبتی نسبت به سریال ارائه شد؛ هرچند که برخی از طرفداران نسبت به پیچش‌های داستانی ناهماهنگ با کتاب‌های مصور بتمن در برخی قسمت‌های سریال، روی خوشی نشان ندادند.
بخش عظیمی از فیلمبرداری سریال گاتهام در شهر نیویورک صورت گرفته‌است و عوامل سریال تمام تلاش خود را کردهد تا از پتانسیل این شهر بزرگ به نحو احسن استفاده کرده و بتوانند فضای گاتهامِ تاریک، شلوغ و کثیف را به مخاطب القا کنند و در این راه موفق هم بوده‌اند. گاتهامی که در این سریال نمایش داده می‌شود، بدون شک یکی از بهترین تصویرسازی‌ها از شهر گاتهام در تاریخ تمامی لایو اکشنهای مرتبط با بتمن است.
دیگر مکان‌های معروف شهر گاتهام هم به زیبایی هر چه تمام تر در این سریال به تصویر کشیده شده‌اند. مکان‌هایی همچون: تیمارستان آرکهام، ساختمان پلیس گاتهام، زندان بلک گیت، عمارت وین، برج وین و بسیاری دیگر از مناطق معروف شهر گاتهام
و طراحی‌های صحنه در بسیاری از صحنه‌ها به طرز بسیار خوبی انجام شده‌است و مخاطبان و بخصوص طرفداران بتمن را مجذوب خود می‌کند. تلاش شده‌است تا فضاهای متنوع و زیادی در سریال به تصویر کشیده شود تا مخاطب هنگام تماشای سریال ارتباط بیشتری با شهر گاتهام بگیرد.
شخصیت‌های محبوبتر: بدون در نظر گرفتن هر کدام از نکات بالا، وجود شخصیت‌های محبوبد!
در سیزدهم ماه می ۲۰۱۸، هنگامی که فاکس خبر ساخت فصل پنجم و تاریخ انتشار آن را رسانه ای کرد، بر این نکته تأکید کرد که این فصل، فصل آخر سریال است و فصل ششمی در کار نخواهد بود. تا امروز نیز خبری مبنی بر ساخت فصل ششم منتشر نشده‌است و می‌توان این سریال را تمام شده دانست.
اما اتفاقی که در ۲۱ ماه می سال ۲۰۲۰ افتاد طرفداران گاتهام را کمی امیدوار کرد. پس از فشار و اصرار زیاد فندوم‌های دی سی مبنی بر انتشار لیگ عدالت نسخه زک اسنایدر، و پذیرفتن این موضوع توسط دی سی و وارنز برادرز و تأیید خبر منتشر شدن این فیلم در آینده، طرفداران سریال گاتهام نیز امیدوار شدند که بتوانند با حمایت، سریال محبوب خود را برای فصل ششم برگردانند. هم‌اکنون آنها با هشتگهایی همچون bringbackgotham / gothamseason6 / savagegothamseason6 / savegotham خواهان بازگشت این سریال هستند، عملی که تا کنون کسی از عوامل سریال یا دیگران به آن واکنش نشان نداده‌اند.
در این بین دیوید مازوز در صفحه توییتر خود با ریتوییت کردن یک توییت که محتوای آن در مورد سریال گاتهام و شخصیت بتمن بود و در آن هشتگ Savegotham نیز به چشم می‌خورد، به نوعی غیر مستقیم از ادامه این سریال حمایت کرد.
همچین شایعه ای در میان طرفداران مبنی بر این که سریال گاتهام برای هفت فصل برنامه‌ریزی شده بود پیچید، اما این شایعه زمانی رد شد که شان پرتوی بازیگر نقش آلفرد در جواب یکی از طرفداران که در صفحه اینستاگرامی شان از او پرسیده بود :((آیا فصل پنج واقعاً پایان گاتهام بود؟)) گفت :((بله، متأسفانه!))
اما بعداً مشخص شد که منظور شان پرتوی رد این موضوع نبوده‌است. در حقیقت سریال گاتهام برای هفت فصل برنامه‌ریزی شده بود اما فاکس در فصل چهارم سریال را لغو کرد و سپس با فشار هواداران سریال مجبور شد تا فصل پنجم را بسازد.
از سال ۲۰۱۸ و پس از اعلام تصمیم فاکس مبنی بر کنسل کردن سریال، هواداران گاتهام در شبکه‌های اجتماعی از جمله اینستاگرام و توییتر با استفاده از هشتگ‌هایی همچون savegotham , forgotham و... حمایت خود را از سریال ادامه دادند و خواستار بازگشت آن شدند. با این فشارها فاکس مجبور شد فصل پنجم را با تنها ۱۲ قسمت بسازد که البته این فصل از طرف هواداران و منتقدان نمرات خوبی دریافت نکرد.
حمایت هواداران گاتهام ادامه داشت تا زمانی که در تاریخ ۱۵ می ۲۰۲۱؛ هشتگ #savegotham در توییتر ترند شد و بازیگران (از جمله کوری مایکل اسمیت، شان پرتوی، بن مکنزی و...) از این حرکت هوادارن حمایت کردند.
وبسایت‌هایی همچون مووی وب و سی بی آر هم از این حرکت توییتری طرفداران گاتهام نوشتند.
(مراجعه شود به: مقاله شهر گاتهام در ویکی‌پدیا)
شهر گاتهام یا آنطور که به صورت مخفف گات گفته می‌شود، یک شهر خیالی است که در کتاب‌های کمیک آمریکایی که توسط انتشارات «دی. سی» به چاپ رسید در دسامبر سال ۱۹۴۰ یعنی اولین سال جنگ جهانی دوم سر و کله اش در جغرافیای خیال پیدا شد؛ شهری که مشهور شد، چون زادگاه بتمن بود؛ جای یکه بتمن به دنیا آمد، پدر و مادرش را از دست داد، از آن مهاجرت کرد و در نهایت برای اجرای عدالت به آن بازگشت.
گاتهام در همسایگی متروپلیس، یکی دیگر از شهرهای خلق شده در کمیک‌های دی. سی قرار دارد. ارجاعات زیادی وجود دارد که این شهر در ایالت نیوجرسی واقع شده و شهرهایی مثل نیویورک و شیکاگو رد شکل‌گیری ظاهر و حغرافیای گاتهام تأثیر زیادی داشته‌اند.
«بیل فینگر» نویسنده دربارهٔ نامگذاری شهر به نان گاتهام و این که چرا زادگاه بتمن را از نیویورک به یک شهر خیالی تغییر دادند، گفته بود: «در حقیقت من می‌خواستم اسم گاتهام را سیویک سیتی (به معنای شهر مدنی) بگذارم. بعد به شهر ساحلی فکر کردم و شهر کاپیتال (شهر سرمایه‌داری) را هم امتحان کردم اما هیچ‌کدام از نظر تلفظی شبیه اسامی ابرقهرمانانه نبود. یک روز دفتر تلفن راهنمای نیویورک را ورق می‌زدم و همان‌طور که اسامی را از نظر می‌گذراندم به جواهری گاتهام رسیدم. خودش بود؛ گاتهام سیتی… نمی‌خواستیم بتمن متولد نیویورک یا هر شهر واقعی دیگری باشد. چون هر آدمی در هر نقطه ای از جهان باید حس می‌کرد که ممکن است شهر خودش زادگاه بتمن باشد».
«آلن مور» یکی از مشهورترین نویسندگان کمیک‌های دی. سی برای گاتهام تاریخچه ای در یکی از قصه‌ها تعریف کرد. به گفته او یک سرباز مزدور نروژی به نام کاپیتان «جان لوگر کوییست» در سال ۱۶۳۵ شهر گاتهام را بنا کرد و مدتی بعد انگلیسی‌ها کنترل شهر را به دست گرفتند. حال و هوای گاتهام شبیه خیابان‌های پایین شهر نیویورک آن هم در ساعت ۱۱ شب به بعد در سردترین ساعت‌های ماه نوامبر است.
پس از ۹۹ قسمت و تماشای چگونگی شکل‌گیری بتمن، شخصیت بتمن سر انجام در قسمت آخر سریال (قسمت دوازدهم فصل پنج) به نمایش گذاشته شد. لباس بتمن در این سریال واکنش‌های مثبت و منفی فراوانی دریافت کرد.

کاستوم بتمن در سریال گاتهام

لباس بتمن در سریال برگرفته از لباس بتمن کریستین بیل در سگانه بتمن کریستوفر نولان است. جان استفنز شورانر مجموعه تلویزیونی گاتهام در این باره می‌گوید: فکر کنم این لباس مات‌تر است، اگر بخواهم با لباس‌های دیگر مقایسه‌اش کنم می‌گویم که به ظاهر بتمن در فیلم شوالیه تاریکی برمی‌خیز نزدیک‌تر است. این لباس بیشتر به نوعی مات‌تر و جنگی‌تر است تا اینکه چیزی شبیه به ظاهر بتمن در Suicide Squad (جوخه انتحاری) و لباس بن افلک باشد. به نظر شما چقدر پول توانسته‌ایم خرج کنیم تا این لباس ظاهری خوب پیدا کند؟ چون نمی‌خواهی که پنج سال زحمت بکشی و یک اپیزود پایانی فوق‌العاده بسازی اما هنگامی که نگاه می‌کنی می‌بینی که ظاهر بتمن به شدت افتضاح است. ما فشار زیادی را تحمل کردیم اما خوشبختانه بخش طراحی لباس ما بی‌نظیر و فوق‌العاده عمل کرد در نتیجه تمام طراحی‌های آنها طی گذشت زمان عالی‌تر می‌شود. در ضمن ما گوش‌های خفاش را کوتاه طراحی کردیم!
- - عمارت وینی که در این سریال مشاهده می‌کنیم؛ در واقع همان عمارتی است که در فیلم‌های بتمن برای همیشه و بتمن و رابین مورد استفاده قرار گرفته بود